# 田村寺
田村寺（たむらじ）は、三重県四日市市西富田（大矢知地区富洲原地域）にある近代仏教寺院。山号は弘法山（こうぼうさん）。本尊は弘法大師。

## 開催行事
本堂の天井には、檀家・信徒の家紋が奉納されており、10月10日に家紋隆昌の真言による祈祷会が営まれる。冬至の「中風封じ」法要には、参拝者にかぼちゃぜんざいが振舞われ「かぼちゃ大師」の日として親しまれている。節分奉納目的の書道展を開催している。福引きや寺院秘伝の味のみそ汁を提供する食事サービスがある。

## 付属施設
境内に稲荷大明神の神社がある。毎月24日が縁日の南無宝地蔵菩薩堂が戦前からある。同じ三重県内の津市や四日市市内に他人から寺院管理を委託されたその他寺院を2つ（法龍寺及び泉福寺）を保有している。真言宗西光山法龍寺の所在地は三重県四日市市西山町である。真言宗宝龍山泉福寺の所在地は三重県津市久居一色町である。

## 歴史
明治中期の修行僧、大滋偏照二世が弘法大師を奉祀して大師堂を建立した。その後真養和尚により寺格を整え、真言宗醍醐派に属することになった。
成人病治療や中風治療の無病息災の信仰者がいる。交通安全祈祷及び別れた男女の復縁祈祷や先祖供養を実施している。
昭和20年の大日本帝国軍人の高野山海軍航空隊の戦勝祈願品が保存されている。

## 所在地
- 三重県四日市市西富田2丁目-5-6

## 年中行事
- 2月3日節分：法話と豆まき。
- 2月4日：古札供養会。
- 3月21日：弘法大師正御影供養。
- 10月10日：家紋繁栄祈祷会。
- 12月21日：かぼちゃ大師。
- 12月冬至：中風除け祈祷会（かぼちゃぜんざい）。

## 近隣施設
- 田村寺の0.2kmほど西側を、東海道が通っている。
- 長明寺
- 三光寺

## 授与品
- 200円の護摩（毎月一回の28日に実施している不動明王への仏教祈願）
- 御守り（ウルトラマンお守りは喫煙者に対する慈悲慈愛の心で100歳以上の長生きする長寿者になれるとされている）

## アクセス
- 近鉄名古屋線・三岐鉄道三岐線 近鉄富田駅より約1km。
- JR関西本線 富田駅より約0.8km。
- 国道1号松原町交差点より約1.2km。